# Артър (окръг)
Вижте пояснителната страница за други значения на Артър.
Окръг Артър (на английски: Arthur County) е окръг в щата Небраска, Съединени американски щати. Площта му е 1860 km², а населението - 444 души (2000). Административен център е град Артър.